# Осягин, Захар Маркелович
Захар Маркелович Осягин (1914—1944) — сержант Рабоче-крестьянской Красной Армии, участник Великой Отечественной войны, Герой Советского Союза (1944).

## Биография
Захар Осягин родился 29 августа 1914 года в Царицыне (ныне — Волгоград). После окончания трёх классов школы работал в обувной артели. В 1942 году Осягин был призван на службу в Рабоче-крестьянскую Красную Армию Тоншаевским райвоенкоматом Горьковской области. Член ВКП(б). С июня того же года — на фронтах Великой Отечественной войны.
К августу 1944 года сержант Захар Осягин был разведчиком-наблюдателем 560-го артиллерийского полка 319-й стрелковой дивизии 22-й армии 2-го Прибалтийского фронта. Участвовал в сражениях на территории Латвийской ССР. 10 августа 1944 года Осягин в числе первых переправился через реку Айвиексте на территории Екабпилсского района и принял активное участие в боях за захват и удержание плацдарма на её берегу, лично уничтожив несколько вражеских солдат и офицеров. В разгар боя спас из-под вражеского огня и доставил на советский берег трёх получивших ранения солдат и одного офицера. 23 августа 1944 года Осягин погиб в бою у посёлка Эргли. Похоронен на братском кладбище южнее пос. Эргли.
Указом Президиума Верховного Совета СССР от 24 марта 1945 года сержант Захар Осягин посмертно был удостоен высокого звания Героя Советского Союза. Также был награждён орденом Ленина и рядом медалей.

## Награды
- медаль «За боевые заслуги» (2.8.1943)[2]
- медаль «За отвагу» (6.7.1944)[3]
- звание Героя Советского Союза (24.3.1945):
  - медаль «Золотая Звезда»
  - орден Ленина.